# Britisch-Irakischer Krieg
Der Britisch-Irakische Krieg, auch als Anglo-Irakischer Krieg (englisch Anglo-Iraqi War) bekannt, wurde im Mai 1941 zwischen dem Irak und dem Vereinigten Königreich sowie Truppen des britischen Kolonialreiches ausgetragen. Der Anglo-Irakische Krieg gehört in den größeren Rahmen des Zweiten Weltkriegs; die irakische Seite erhielt Unterstützung durch das Deutsche Reich, welches die Schwächung seines britischen Kriegsgegners bezweckte.

## Vorgeschichte

### Irak in der Zwischenkriegszeit
Im Zuge der Mesopotamienfront des Ersten Weltkriegs kamen die mehrheitlich arabischen Provinzen des Osmanenreiches unter die Kontrolle Großbritanniens und Frankreichs. Der Irak wurde zu einem Völkerbundsmandat unter britischer Kontrolle. In der Nachkriegszeit bedurfte die Befriedung des Irak durch die britische Kolonialmacht zunächst einer großen Zahl von Truppen; über 20 Bataillone waren zeitweise als Garnison im Irak eingesetzt.:145
Nicht zuletzt um den Druck auf die britische Staatskasse zu senken, arbeiteten die britischen Behörden mit ihren irakischen Gesprächspartnern den Anglo-Irakischen Vertrag von 1930 aus, mit dem der Irak fast völlige Autonomie in der Ausübung innenpolitischer Macht erhielt, sich die Briten jedoch im Gegenzug für eine Garantie der irakischen Unabhängigkeit das Vorrecht über die irakische Außen- und Sicherheitspolitik reservierten. Es blieb den Briten auch erlaubt, für ihre Soldaten freies Geleit durch den Irak einzufordern.:145f. Das britische Heer zog seine Bodentruppen 1930 aus dem Irak ab. Für die britische Luftwaffe war das Abkommen prekärer; aufgrund der kurzen Reichweite der Flugzeuge jener Zeit wollte die Luftwaffenführung so viele der vier Basen im Irak behalten wie möglich.:23f. Die Frage der Luftwaffenstützpunkte verzögerte den Abschluss des Vertrages von 1930; schließlich einigten sich die Seiten auf einen Kompromiss, der die britischen Basen im Nord- und Zentralirak auflöste, jedoch zwei Stützpunkte bei Basra und Shaibah an der Südostküste des Irak fortbestehen ließ und den Briten den Aufbau einer neuen Basis bei Habbaniyya im Westen des Landes erlaubte. So blieb die britische Luftverbindung bestehen, aber die für den Irak besonders beleidigenden Luftwaffenstützpunkte in unmittelbarer Nähe zur Hauptstadt Bagdad wurden aufgelöst.:28–31 Die im Verlauf der 1930er errichtete RAF No. 4 Flying Training School bei Habbaniyya wurde zum wichtigsten britischen Stützpunkt im Irak.:145f.
Trotz des Abbaus britischer Truppenpräsenz war die andauernde außenpolitische Anlehnung des Irak an Großbritannien für den Großteil der arabischen Bevölkerung unzufriedenstellend. Den Araberaufstand in Palästina 1936–1939 verfolgte die irakische Öffentlichkeit sehr wohlwollend; im Jahr 1937 ging der virulent anti-britische und judenfeindliche Großmufti von Jerusalem, Mohammed Amin al-Husseini, nach Bagdad ins Exil, und nutzte sein soziales Netzwerk für weitere anti-britische Agitation im Irak.:146 Die irakische politische Elite war in pro-britische und anti-britische Fraktionen geteilt, die jeweils wichtige Politiker zu ihren Reihen zählen konnten. Der für den Britisch-Irakischen Krieg wichtigste Anglophobiker war hierbei Raschid Ali al-Gailani, der erstmals 1924 ins Kabinett eintrat und vor seiner Beteiligung am Staatsstreich von 1941 bereits in den Jahren 1933 und 1940 zum Premierminister ernannt wurde. Naji Al-Suwaidi, der spätere Finanzminister der Putschisten von 1941, war in den Jahren 1929–1930 Premierminister.:134f.
Am 5. April 1939 starb der irakische König Ghazi I. an den Folgen eines Autounfalls, den er etwa um Mitternacht am 4./5. April erlitten hatte. Im Irak verbreiteten sich schnell Verschwörungstheorien: der König – ein offener Befürworter der palästinensischen Unabhängigkeit von Großbritannien, der syrischen Unabhängigkeit von Frankreich, dem Anschluss Kuwaits an den Irak und schließlich einer irakisch-syrischen Union – sei von den Briten ermordet worden, besonders vor dem Hintergrund einer erfolglosen Revolte in Kuwait, die der irakische König im Februar und März 1939 angezettelt hatte. Dass der königliche Leibarzt, der den Unfall zur Todesursache erklärte, ein Engländer war, verstärkte den Anschein einer Verschwörung noch.
Zum Zeitpunkt der britischen Kriegserklärung gegen Deutschland am 3. September 1939 stand der Irak unter der Kontrolle des Regenten Abd ul-Ilah (der den minderjährigen Faisal II. vertrat) und des pro-britischen Premierministers Nuri as-Said.:146f. Unter britischem Druck brach der Irak am 17. September die diplomatischen Beziehungen zu Deutschland ab, internierte deutsche Staatsbürger und bekräftigte seine Vertragsverpflichtungen unter dem Anglo-Irakischen Vertrag von 1930. Der deutsche Gesandte Fritz Grobba erhielt ein Ultimatum von 24 Stunden, mit seinen Angestellten das Land zu verlassen. Dies geschah gegen den Willen der und ohne Rücksprache mit deutschfreundlichen Teilen der irakischen Regierung und Gesellschaftselite.:161 Deshalb suchten anti-britische Politiker im Irak während der Jahre 1939 und 1940 wiederholt den Kontakt zu deutschen Stellen im Mittleren Osten und signalisierten, dass es im Irak eine großen Rückhalt in der Bevölkerung für eine anglophobe Außenpolitik gäbe. Ähnliche Kontakte pflegten die Irakis auch mit dem faschistischen Italien, welches im Juni 1940 in den Zweiten Weltkrieg eintrat.
Die schnellen Siege der Achsenmächte in den Jahren 1939–1941 gaben den anglophoben arabischen Nationalisten im Irak den Eindruck, dass die Alliierten im Krieg unterliegen würden und dass sich eine gute Gelegenheit zur Befreiung von der britischen Kolonialherrschaft aufgetan hätte.:160 Die britische Regierung übte Druck auf die irakische Regierung aus, Deutschland den Krieg zu erklären, aber Nuri as-Said gelang es nicht, den Rest des Kabinetts von dieser Vorgehensweise oder vom Abbruch der Beziehungen mit Italien zu überzeugen.:170

### Putsch im Irak
Nachdem der Regent am 28. Januar 1941 versucht hatte, zwei Minister zu ersetzen, brachen in Bagdad Unruhen aus, die den Regenten zur Flucht in den südlichen Irak zwangen. Am 31. Januar trat al-Gailani zunächst als Ministerpräsident zurück und wurde durch Taha al-Hashimi ersetzt. Das Goldene Quadrat, bestehend aus vier anti-britischen irakischen Militärs, hatte jetzt großen Einfluss in der Regierung und galt als dominant.:12 Zu den Mitgliedern des Quadrats zählten Salah ad-Din as-Sabbagh (Kommandeur der 3. Division), Fahmi Sa'id (Kommandeur der Mechanisierten Brigade), Mahmud Salman (Befehlshaber der Luftwaffe) und Kamil Schahib (Kommandeur der 1. Division).:21
Am 1. April 1941 erfolgte der Militärputsch im Irak 1941; al-Gailani kehrte an der Spitze einer Nationalen Verteidigungsregierung ins Amt des Ministerpräsidenten zurück und begann sofort mit einer Säuberung anglophiler Elemente im Irak. Der Regent Abd ul-Ilah flüchtete sich zunächst ins Konsulat der neutralen USA in Bagdad, bevor er, versteckt in einem Auto, an Bord der HMS Cockchafer gebracht und schließlich nach Jerusalem evakuiert wurde, wo er das Ende des Krieges abwartete.:13

### Kriegsvorbereitungen
Bereits am 3. April 1941 hatte das britische War Office bei Archibald Wavell (britischer Oberbefehlshaber im Mittleren Osten) angefragt, welche Kräfte für eine Intervention im Irak zur Verfügung stünden. Wavell war zunächst nicht von der Dringlichkeit der Lage im Irak überzeugt; als Luftvizemarschall Harry George Smart, der Air Officer Commanding der britischen Luftverbände im Irak, am 6. April einen Antrag auf weitere Verstärkungen stellte, wurde dieser Antrag von Wavell und Arthur Longmore zunächst als unterpriorisiert eingestuft. Am 7. April informierte Wavell das War Office, dass er lediglich ein einzelnes Bataillon in Britisch-Palästina entbehren könne, da der Rest seiner Truppen im Afrikafeldzug gegen die Italiener und gegen die erst kürzlich gelandeten Deutschen gebräucht würden.:13–15 Wavell sah nicht nur den neuen deutschen Gegner in Nordafrika als ein schwerwiegendes Problem, er betrachtete den Irak auch eher als Zuständigkeit des britischen Oberkommandos für Indien statt des Oberkommandos für den Mittleren Osten. Wavell verwies auf Britisch-Indien als Quelle für Truppen für den Irak.:148
Am 8. April erhielt Rashid Ali aus dem deutschen Auswärtigen Amt eine Zusicherung deutscher Unterstützung für den Fall, dass ein Krieg zwischen den irakischen Putschisten und der britischen Kolonialmacht ausbrechen sollte.:28f.
Nachdem Churchill ebenfalls am 8. April eine entsprechende Anfrage an das Oberkommando in Britisch-Indien gestellt hatte, signalisierte am 10. April Oberbefehlshaber Claude Auchinleck die Bereitschaft, vorher für Malaya vorgesehene Truppen unter William Fraser stattdessen in den Irak umzuleiten,:28 und befahl die Einschiffung britisch-indischer Verbände, um sie in den Irak zu transferieren (Operation Sabine).:148 Diese Verstärkung aus Osten war auch deshalb für die Briten sehr nützlich, da weiter westlich das Pendel im Afrikafeldzug stark gegen die Alliierten geschwungen war und die von deutschen Truppen verstärkten Achsenmächte mittlerweile die ägyptische Grenze erreicht hatten und damit potenziell den wichtigen Suezkanal bedrohten.:16ff.
Der britische Konvoi „BP7“ mit Frasers Truppen aus Britisch-Indien legte am 12. April aus Karatschi in Richtung Irak ab, wobei der Befehl zunächst war, die Gegend um Basra und Shaiba an der Südostküste des Landes zu sichern und damit weiterem Nachschub den Weg in den Irak offenzuhalten. Hierbei wurden die Truppen für den Fall irakischen Widerstands autorisiert, Kampfhandlungen gegen die irakische Armee durchzuführen, aber auf die strikte Einhaltung der Neutralität des benachbarten Iran eingeschworen.:28
Am 16. April informierte der britische Botschafter Kinahan Cornwallis die Regierung al-Gailani darüber, dass britische Truppen bald in Basra landen würden, um das Land westwärts zu durchschreiten. Dazu war Großbritannien im Vertragswerk mit dem Irak explizit berechtigt.:146–148 Am gleichen Tag versicherten sich die Irakis bei den Deutschen, dass das früheres Versprechen des Auswärtigen Amtes zur Hilfeleistung für den Irak aufrichtig gewesen war; die deutsche Seite bekräftigte das.:12
Die britisch-indische 10. Division brachte ihre Führungsbrigade am 17. April an Land, bereits am 18. April folgten weitere Teile der Division. Es war das erste Mal seit 1937, dass ein Verband der britischen Armee sich im Irak aufhielt.:146–148 In der Spitze der Landungstruppen befand sich das 1. Bataillon des King's Own Royal Regiment. Am 19. April unternahmen die britisch-indische 20. Brigade (Donald Powell) im Südostirak eine gewagte Landung im Schatt al-Arab, wobei die Bataillone 2/7 und 2/8 der Gurkhas und das Sikh-Bataillon 3/11 die Vorhut bildeten. Zu den von den britischen Landungstruppen erwarteten Feuergefechten mit der irakischen Garnison kam es aber nicht, weshalb es an diesem Tag noch nicht zum Kriegsausbruch kam. Unter dem Schutz der 2/7er-Gurkhas konnte der Rest von Powells Brigade am 19. April an Land, auch wenn sie von der lokalen Bevölkerung sehr negativ empfangen wurden. Die Dockarbeiter in Basra traten nach der Ankunft der Briten in den Streik und weigerten sich, ihren Entladungsoperationen zu helfen.:29f.
Am 19. April forderte die irakische Regierung al-Gailani, jetzt durch das Beistandsversprechen der Deutschen bestärkt, den britischen Botschafter dazu auf, dafür zu sorgen, dass die britischen Truppen sich zügig und in kleinen Gruppen durch den Irak bewegen würden.:31
Am 21. April stellte die Regierung al-Gailani formell die Forderung an Großbritannien, keine weiteren Truppen in den Irak zu verschiffen. Die Aufforderung blieb von britischer Seite unbeantwortet.:148
Am 23. April stellte die irakische Regierung über die bisher versprochenen Waffenlieferungen der Achsenmächte hinaus formell eine Bitte um aktive Waffenhilfe und die Entsendung eigenen Militärpersonals durch das Deutsche Reich, falls britische Truppen im Irak militärisch gegen die neue Regierung aktiv werden sollten.:28
Al-Gailani wiederholte seine Bitten um Waffenhilfe durch die Achsenmächte am 26. und 28. April, da er mittlerweile wegen der britischen Truppenpräsenz sehr nervös war. Die irakische Führung wurde am 29. April von der Ankunft eines zweiten Truppenkonvois in Basra überraschst, den Botschafter Cornwallis gezielt geheim gehalten hatte.:37 Am diesem Tag gab Raschid Ali al-Gailani den Befehl, die britische Luftwaffenbasis bei Habbaniyya zu belagern. In der folgenden Nacht umzingelten irakische Truppen mit drei Infanteriebataillonen und einer Artilleriebrigade sowie 12 Panzerwagen und einigen leichten Panzern italienischer Bauart die Basis, auf der um 04:20 Uhr Alarm gegeben wurde, und sandten um 06:00 Uhr am Morgen des 30. April eine bedrohliche Nachricht an den Befehlshaber Smart, der dazu aufgefordert wurde, Flugübungen im Luftraum der Basis einzustellen. Smart lehnte sowohl diese Forderung als auch eine weitere, die um 11:30 Uhr durch einen irakischen Gesandten gestellt wurde, ab. Gleichzeitig kommunizierte er mit dem Foreign Office und verlangte für sich militärische Handlungsfreiheit, einen Präventivschlag gegen den irakischen Belagerungsring durchzuführen.:39–42
Botschafter Cornwallis lehnte am 29. April eine weitere Forderung der irakischen Regierung, die Landungen in Basra einzustellen, ab. Der Botschafter befahl, als Vorkehrung gegen einen möglichen unmittelbaren Kriegsausbruch, noch am gleichen Tag die Evakuierung von 250 britischen Frauen und Kindern aus Bagdad in die Sicherheit der Luftwaffenbasis Habbaniyya.:37
Ebenfalls am 29. April begannen irakische Soldaten, gezielt die Wälle entlang der Flussufer des Euphrat so zu beschädigen, um Habbaniyya im Osten abzuschneiden.:38
Am Abend des 1. Mai hielten die Offiziere der Basis Habbaniyya eine letzte Besprechung über ihren kommenden Präventivschlag gegen die Iraker; der Angriffszeitpunkt wurde auf 05:00 Uhr am 2. Mai festgelegt.:42
In der Nacht vom 1. auf den 2. Mai stellte Luftvizemarschall Smart kurz vor 03:00 Uhr morgens den irakischen Belagerungstruppen rund um Habbaniyya ein Ultimatum, sich zurückzuziehen. Da die britische Seite davon ausging, dass die Irakis das Ultimatum nicht erfüllen würden, machten die Piloten der Royal Air Force zu diesem Zeitpunkt bereits ihre Flugzeuge startklar. Die Bombenangriffe begannen am Morgen des 2. Mai,:42 was den ersten Tag des Krieges darstellt.:551
Als die Nachricht des Kriegsausbruchs am nächsten Morgen Bagdad erreichte, rief der Großmufti die Muslime des Irak zum Dschihad gegen die Briten auf und die Regierung al-Gailani brach die diplomatischen Beziehungen mit Großbritannien ab.:43 Die britische Botschaft in Bagdad hatte im Verlauf der Nacht vom 1./2. Mai bereits ihre diplomatischen Papiere verbrannt, um deren Erbeutung durch die Irakis zu vermeiden.:179

## Operationsgeschichte

### Irakische Truppen

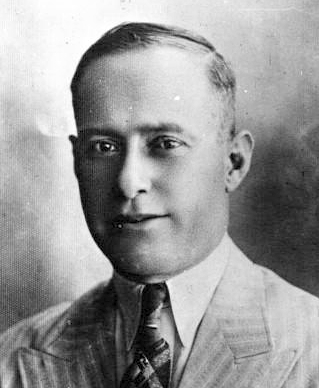
Fausi al-Kawukdschi stellte seine Guerillas, mit denen er 1936–1939 im Araberaufstand gegen die Briten gekämpft hatte, 1941 in den Dienst der irakischen Putschisten.

Im April 1941 verfügte der Irak über vier Infanteriedivisionen sowie die Unabhängige Mechanisierte Brigade. Die vier Divisionen verfügten dabei insgesamt über elf Infanterie- und neun Artilleriebrigaden sowie vier Kavallerieschwadronen.:14f.
- Die 1. Infanteriedivision unter Oberst Kamil Schahib hatte ihr Hauptquartier in Bagdad und verfügte über zwei Infanteriebrigaden, die 1. Brigade in Mussayib und die 2. Brigade in Bagdad. Dazu kamen zwei Artilleriebrigaden, von denen eine zwischen der 1. und 4. Division geteilt war, und eine Kavallerieschwadron.[6]:25
- Die 2. Infanteriedivision hatte ihr Hauptquartier in Kirkuk und verfügte über drei Infanteriebrigaden, die 3. Brigade in Mossul, die 4. Brigade in Kirkuk und die schwächere 5. Brigade bei Erbil. Dazu kamen drei Artilleriebrigaden und eine Kavallerieschwadron.[6]:25
- Die 3. Infanteriedivision unter Oberst Salah ad-Din as-Sabbagh hatte ihr Hauptquartier in Bagdad und verfügte über drei Infanteriebrigaden: die 6. Brigade in Bagdad, die 7. Brigade in Dschalaula und die 8. Brigade in Masourat al Jebel. Dazu kamen drei Artilleriebrigaden und eine Kavallerieschwadron.[6]:25f.
- Die 4. Infanteriedivision hatte ihr Hauptquartier in Diwaniyya und verfügte über drei verminderte Infanteriebrigaden bei Diwaniyya, Basra und Nasiriya. Dazu kam eine Artilleriebatterie sowie Teile einer Artilleriebrigade der 1. Division.[6]:26
- Die Unabhangige Mechanisierte Brigade unter Oberst Fahmi Sa'id hatte ihr Hauptquartier in Bagdad und bestand aus einer leichten Panzerkompanie mit Panzern italienischer Bauart, einer Panzerwagenkompanie mit 14 Crossley-Panzerwagen britischen Typs, zwei mechanisierten Infanteriebataillonen auf Lastwagen sowie jeweils einer mechanisierten MG-Kompanie und Artilleriebrigade.[6]:26

Die irakische Luftwaffe hatte zu Beginn der Kampfhandlung 116 Flugzeuge in sieben Schwadronen und einer Flugschule, von denen jedoch nur 57 voll einsatzbereit waren. Dazu kam eine Reserve von weiteren 28 Flugzeugen.:26f.
In der westirakischen Wüste stellten sich die Guerillas des arabischen Nationalisten Fausi al-Kawukdschi auf die Seite der irakischen Putschisten. Die Partisanen setzten wiederholt schmerzhafte Nadelstiche gegen die britischen Truppen.:21
Zu Kriegsbeginn belagerten 9000 irakische Soldaten mit 28 Feldgeschützen und Panzerwagen die Luftwaffenbasis Habbaniyya.:39f.

### Britische Truppen
Zu Beginn des Krieges verfügte die britische Seite bei Habbaniyya über drei Gladiators, 30 Audaxes, sieben Fairey Gordons, 27 Oxfords, 25 Hawker Harts, 24 unbewaffnete Hart-Ausbildungsflugzeuge und eine Bristol Blenheim. Das Kontingent der Landtruppen wurde hauptsächlich aus den Iraq Levies, also aus lokalen Freiwilligen gestellt. Diese erwiesen sich während des Feldzuges als loyal, da sie nicht der sunnitisch-arabischen Bevölkerungsschicht der Putschisten angehörten. Stattdessen stellten sich die Iraq Levies aus der 1. bis 4. Assyrischen Kompanie sowie der 8. Kurdischen Kompanie zusammen, zu denen noch die zusammengesetzte Composite Company kam. Jede dieser Kompanien bestand aus 125 Mann, wobei lediglich die Composite Company größer war. Darüber hinaus verfügte Habbaniyya über eine Maschinengewehr-Abteilung, eine Mörserabteilung und eine Panzerbüchse. Die Gesamtstärke der Besatzung der Luftwaffenbasis war zu Feldzugsbeginn 1199, die sich auf 17 britische Offiziere, fünf britische Unteroffiziere, drei Ärzte, 40 lokale Offiziere und 1134 lokale Unteroffiziere und Mannschaftssoldaten verteilten. Gemeinsam mit den Familien der Soldaten sowie zivilen Hilfsarbeitern, besonders aus Britisch-Indien, betrug die Gesamtbevölkerung des Stützpunkts und der Siedlung Habbaniyya etwa 9000.:22f.
An der Luftwaffenbasis RAF Shaibah im Südosten waren das Bomberschwadron Nr. 244 mit Vincents, das Transportschwadron Nr. 31 mit Valentias und Atlantas, das Marinefliegerschwadron Nr. 814 mit Fairey Swordfishes und bis zum 12. Mai die Jagdschwadrone Nr. 37 und Nr. 70 mit Wellingtons stationiert.:23 Die Luftwaffenbasis H4 in Transjordanien war mit Abteilungen der Schwadrone Nr. 84 und Nr. 203 bestückt, die insgesamt sieben Blenheims in den Kampf führten.:23
Ende April 1941 war die Royal Navy mit sieben Kriegsschiffen im Persischen Golf präsent, um dem Putsch Herr zu werden. Dazu gehörten neben sechs britischen Schiffen (HMS Seabelle, HMS Falmouth, HMS Cockchafer, HMS Emerald, HMS Lawrence, HMS Hermes) auch das australische Kriegsschiff HMAS Yarra.:23
Im Verlauf des Mai 1941 wurden die britischen Truppen durch die Ankunft der indischen 21. Brigade (6. Mai), der indischen 10. Division (15. Mai) und der indische 25. Brigade (Ende Mai) verstärkt.:23f.

### Habbaniyya

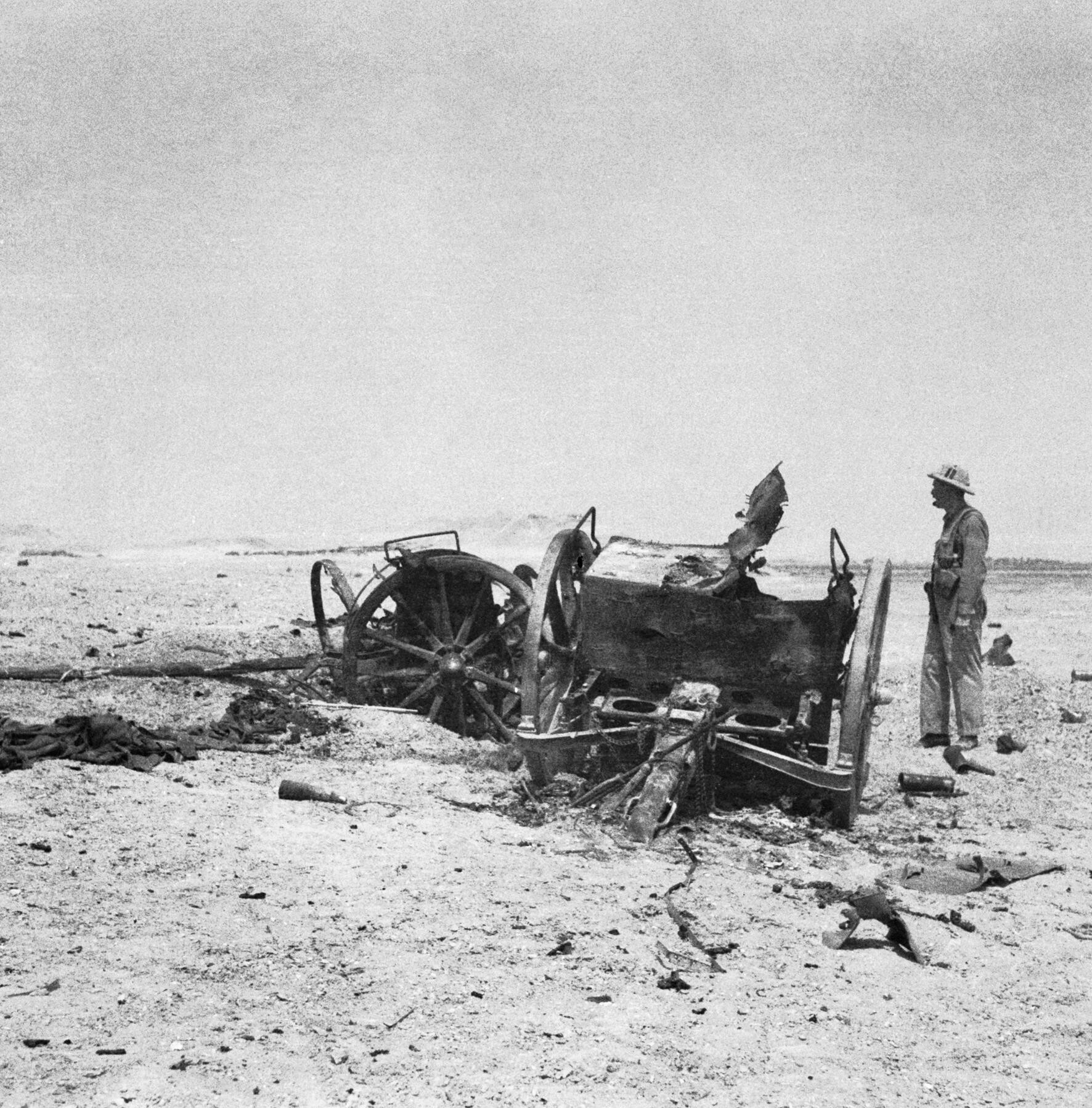
Ein britischer Luftwaffenoffizier inspiziert die Überreste eines irakischen Artilleriegeschützes außerhalb von Habbaniyya

Bereits mit dem britischen Präventivangriff auf die irakischen Verteidiger entwickelte die britische Luftüberlegenheit eine vernichtende Moralwirkung auf die Irakis.:133f. Die Briten verzeichneten am ersten Gefechtstag, dem 2. Mai, insgesamt 193 Feindflüge,:151 obwohl die echte Zahl vermutlich höher lag. Die Irakis belegten Habbaniyya ihrerseits mit Luftangriffen und Artilleriebeschuss, erzielten dabei aber keine entscheidenden Treffer gegen die britische Landebahn. Ein irakischer Angriff mit acht Panzerwagen und drei leichten Panzern wurde von den Truppen der 4. Assyrischen Kompanie abgewiesen.:44f.
Am Ende des ersten Gefechtstages hatten die Briten von 64 Flugzeugen bereits 22 verloren; von 39 Piloten waren zehn getötet oder verwundet worden. Die Iraker hielten weiterhin die Anhöhen um die Basis.:45
Die Briten setzten nach einigen improvisierten Flugzeugreparaturen während der Nacht ihre Angriffe am Folgetag, den 3. Mai, fort. Die Moral der Verteidiger war während der Nacht dadurch verstärkt worden, dass ein irakischer Bombenangriff versehentlich im Eigenbeschuss die eigenen Stellungen getroffen hatte. Während der Dämmerungszeiten am Morgen und am Abend bekämpften sich irakische und britische Patrouillen außerhalb der Basis, um sich gegenseitig die Nutzbarmachung des Terrains zu verwehren. Am frühen Morgen des 3. Mai gelang es darüber hinaus den DC-2s der Schwadron Nr. 31, die letzten verbliebenen Frauen und Kinder aus der Basis auszufliegen und sie damit dem Beschuss der Belagerer zu entziehen.:45f.
Am 6. Mai mussten sich die irakischen Belagerer unter dem Druck der britischen Angriffe zurückziehen.:132 Der irakische Rückzug überraschte die britischen Verteidiger, die mit einer Fortsetzung der Kämpfe gerechnet hatten. Am 7. Mai erkundete eine britische Vorausabteilung die Anhöhen rund um Habbaniyya und meldeten sie feindfrei, woraufhin der britische Premierminister Winston Churchill seine Glückwünsche an die Verteidiger übermittelte.:50–52 Die Basis blieb in britischer Hand; zwölf Tage später wurde sie von einer Kolonne von etwa 2000 Soldaten der „Kingcol“ entsetzt (siehe unten), die sich aus Palästina und Transjordanien durch die Wüste angenähert hatten.:132

### Basra
Als am 2. Mai die Nachricht der Kämpfe bei Habbaniyya die britischen Verstärkungen im Südostirak erreichte, versuchte General Donald Powell sofort, die Position seiner indischen 20. Brigade im Großraum Basra zu verstärken. Die Eroberung von Aššur sollte vertagt werden, bis Verstärkungen in Form der indischen 21. Brigade am 6. Mai an Land gegangen wären.:32 Die 21. Brigade landete planmäßig am 6. Mai. Hierbei brachte sie die 4/13 Frontier Force Rifles sowie die Bataillone 2/4 und 2/10 der Gurkha Rifles mit.:23
Am 7. Mai eröffneten die 20. und 21. britisch-indischen Brigaden einen Angriff in Richtung Ashar, wobei das Bataillon 2/7 der nepalesischen Gurkha die Speerspitze des Angriffs bildete.:32f.
Erst am 25. Mai erhielt die indische 10. Division Marschbefehl, aus Basra nordwestlich zum Angriff anzutreten.:77

### Marsch der Habforce
Am 3. Mai gab Churchill vor dem Hintergrund der Belagerung von Habbaniyya Befehl an Wavell, in Britisch-Palästina eine Entsatztruppe für Habbaniyya aufzustellen. Wavell gab den Auftrag an John G. W. Clark, den Kommandeur der britischen 1. Kavalleriedivision, der kommissarisch als Befehlshaber in Palästina eingesetzt war, weiter. In der Folge stellte Clark die „Habforce“ (Habbaniya Force) auf, die aus zusammengestückelten Resten der britischen 6. Infanteriedivision und anderen kleineren Einheiten zusammengestellt war. Die Hauptkraft der Habforce bestand hierbei aus der britischen 4. Kavalleriebrigade (Joe Kingstone), einer erst kürzlich auf Lastwagen umgerüsteten und kampfunerfahrenen Einheit. Insgesamt bestand Habforce aus etwa 6000 Mann. Unterstützt wurde die Einheit von acht Panzerwagen vom Typ Rolls-Royce Fordson im Rahmen der No. 2 Armoured Car Company RAF unterstützt.:53–55

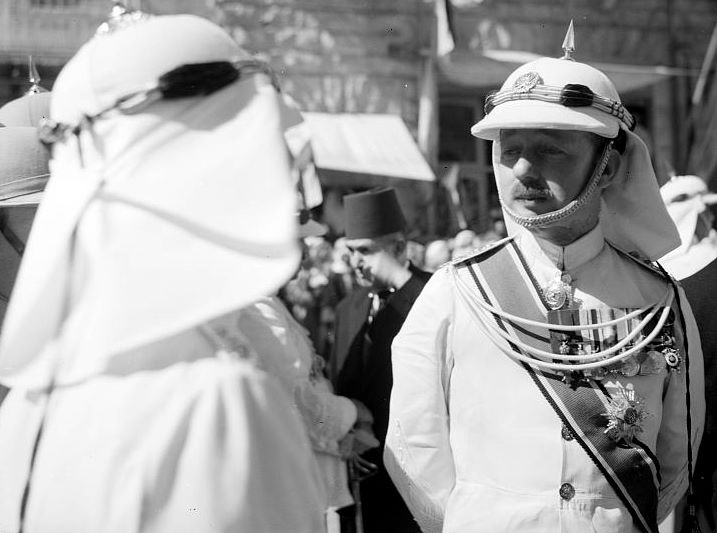
John Bagot Glubb, hier in Amman am 11. September 1940, führte die jordanische Arabische Legion während des Britisch-Irakischen Krieges.

Darüber hinaus wurde Habforce von 350 Mann der Arabischen Legion unter John Bagot Glubb unterstützt, die sich zu diesem Zeitpunkt bereits auf dem Weg in den südwestlichen Irak befand. Hierbei war die Legion streng genommen keine britische Einheit, sondern gehörte zu den Truppen des Emirs des mit Großbritannien verbündeten Transjordanien, Abdallah ibn Husain I., der als Bruder des von al-Gailani abgesetzten irakischen Regenten Abd ul-Ilah ein Interesse daran hatte, den irakischen Putsch niederzuschlagen. Offiziell agierte die Arabische Legion lediglich als Leibgarde von John Bagot Glubb („Glubb Pascha“), sah aber während des Britisch-Irakischen Krieges auch Kampfhandlungen.:53–55
Die Marschroute der Habforce war hierbei von der schlechten Infrastruktur der nordarabischen Wüste geplagt: die Truppe musste sich etwa 740 Kilometer vom Kopfbahnhof Mafraq (Transjordanien) aus nach Bagdad durchschlagen. Hierbei führte eine asphaltierte Straße lediglich 196 Kilometer östlich zur Pumpstation H4 der Iraq Petroleum Company sowie 96 Kilometer weiter bis zur Befestigung Rutbah Fort – zu diesem Zeitpunkt durch die den Putschisten treue Iraqi Desert Police besetzt, die darüber hinaus durch einen langjährigen britenfeindlichen Guerillaführer, Fausi al-Kawukdschi, unterstützt wurde – auf der irakischen Seite der Grenze jenseits der Pumpstation H3. Für weitere 350 Kilometer führten lediglich unbefestigte Trampelpfade durch die irakische Wüste. In der Gegend des Rutbah Fort war es bereits am 1. Mai zu einem Schusswechsel zwischen der Wüstenpolizei und einer britischen Aufklärungsgruppe entlang der Straße gekommen.:56f.
Im Angesicht der langen Marschstrecke teilte General Clark seine Habforce in mehrere kleinere Kolonnen. Hierbei übernahm Joe Kingstone den Befehl über die Führungskolonne, die „Kingcol“ (king's column), die aus dem Hauptquartier der 4. Kavalleriebrigade, dem Household Cavalry Regiment, zwei Kompanien des Essex Regiment, einer Panzerabwehrabteilung, der 166. Feldsanitätseinheit und den acht Fordson-Panzerwagen sowie einer Batterie von 25-Pfünder-Geschützen bestand.:57
Am 11. Mai trafen die letzten Kräfte der Habforce in Mafraq ein,:57 woraufhin die Kingcol mit 2000 Mann und 500 Fahrzeugen an der Spitze der Habforce aufbrach und die Einheit zunächst durch die Jesreelebene und dann über den Jordan führte. Acht Stunden später kam die Kingcol bei der Pumpstation H4 an, wo die Kolonne dann biwakierte. Am 12. Mai wurde Kingcol während ihres Marsches durch die Wüste durch ein feindliches Flugzeug mit Bomben und MG-Feuer angegriffen. Die Briten identifizierten das Flugzeug fälschlicherweise als eine Bristol Blenheim in irakischen Diensten, obwohl die irakische Luftwaffe überhaupt keine Flugzeuge dieses Typs besaß. In der Tat war es eine Heinkel He 111 des Fliegerführers Irak, der mittlerweile in mit einigen Flugzeugen in Mossul seine Tätigkeit hatte aufnehmen können. Bereits am 11. Mai war es im Luftraum über Mossul zum ersten Luftkampf zwischen einer Messerschmitt Bf 110 und einer britischen Blenheim gekommen.:61f.

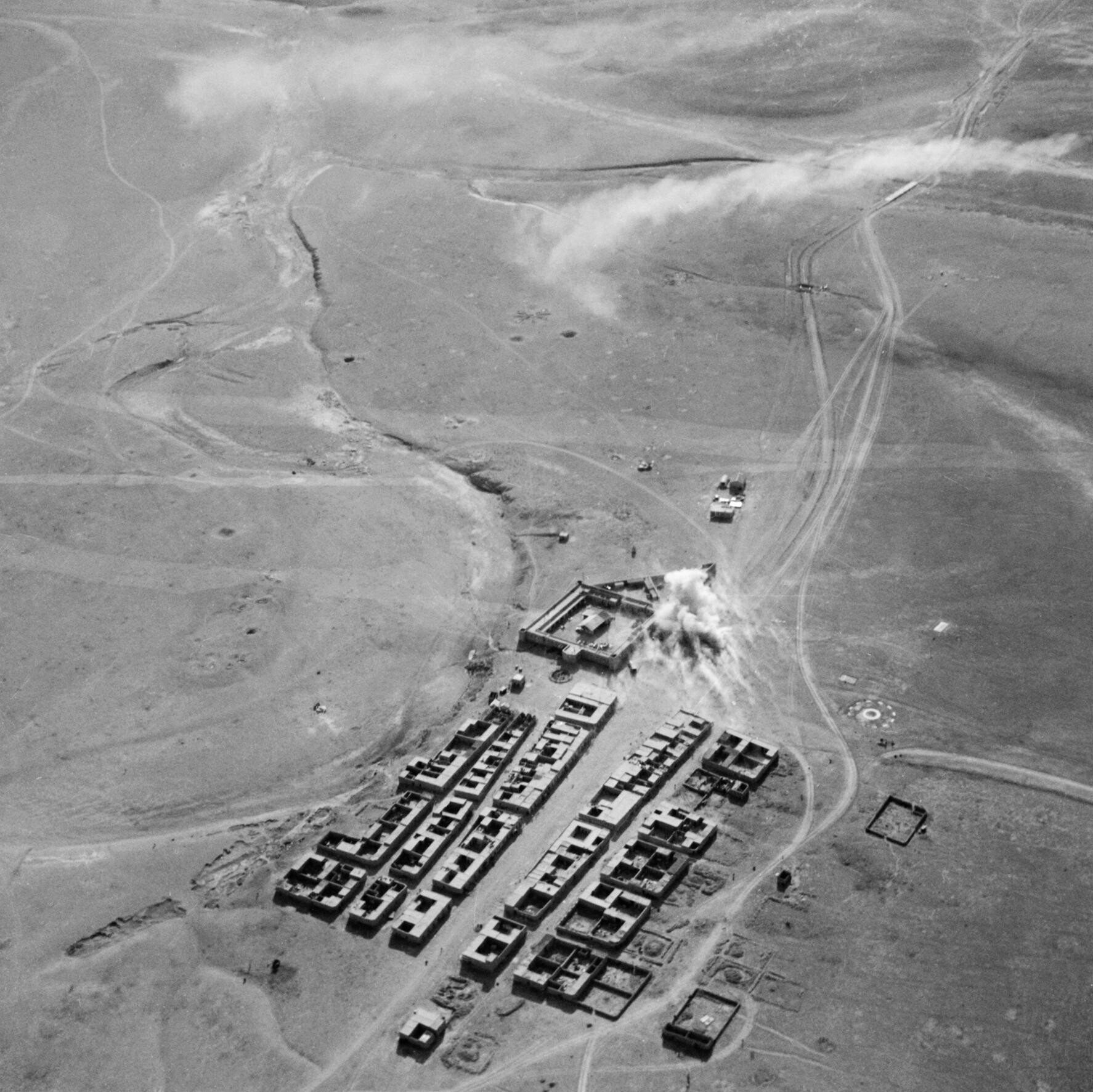
Britischer Luftangriff auf Fort Rutbah, 9. Mai 1941

Bereits seit dem 9. Mai kämpfte die Arabische Legion außerhalb von Rutbah gegen die irakische Besatzung der Festung. Das 203. Geschwader der RAF griff das Fort zur Unterstützung der Legionäre mit Bombern vom Typ Bristol Blenheim an, schaffte es aber nicht, die Kapitulation der Festung zu erzwingen. Stattdessen gelang es den irakischen Verteidigern, einen der Bomber mit ihren Handwaffen abzuschießen. Die Arabische Legion musste sich zurückziehen, woraufhin die Putschregierung in Bagdad triumphierend den Tod des Legionskommandeurs John Bagot Glubb verkündete. Diese Falschmeldung wurde sogar in Großbritannien selbst übernommen, wo am 10. Mai ein Nachruf auf ihn veröffentlicht wurde.:61
Am 13. Mai setzte die Kingcol ihren Marsch von H4 aus fort und erreichte Rutbah Fort in den frühen Morgenstunden des 14. Mai. Zu diesem Zeitpunkt hatten die Irakis im Angesicht der nahenden britischen Kolonne die Festung eilig verlassen, woraufhin die Arabische Legion sie kampflos besetzen konnte. Kingstone und Glubb hielten in der Nacht vom 13./14. Mai eine Lagebesprechung ab; die Kingcol setzte ab dem 15. Mai ihren Weg von Rutbah Fort aus ostwärts fort. Hierbei wichen die Briten einer irakischen Brigade aus, indem sie den Geländepunkt „Kilo 25“, 25 Kilometer südlich von Ramadi, ansteuerten und damit die irakischen Truppen in der Ortschaft mieden. Von Kilo 25 aus navigierte Kingcol ab dem 16. Mai in unbefestigtem Terrain, wobei es wiederholt dazu kam, dass die britischen Kraftfahrzeuge im weichen Sand stecken blieben. Die Kolonne hatte Glück, nicht von deutschen oder irakischen Flugzeugen aufgespürt zu werden.:62f.
Am 18. Mai erreichte Kingcol als erste britische Einheit die Luftwaffenbasis bei Habbaniyya. Die Belagerung war bereits zwölf Tage später abgebrochen worden (siehe oben).:62f.

### Falludscha
In der Woche nach dem Ende der Belagerung von Habbaniyya hatte Oberst Ouvry Roberts seine Garnison sowie die Verstärkungen (Gurkha-Bataillon 2/4, 1. Bataillon Essex Regiment) in eine neue „Habbaniyya-Brigade“ zusammengefasst. Anstatt den Angriff auf das nach wie vor von vielen irakischen Truppen besetzte Ramadi in Betracht zu ziehen, priorisierte Roberts stattdessen die Stadt Falludscha, um einen Brückenkopf über den Euphrat zu sichern. Vizeluftmarschall John D’Albiac und Generalmajor George Clark kamen am 18. Mai über den Luftweg in Habbaniyya an, um die nächsten Operationen zu besprechen, woraufhin Clark dem Angriffsplan gegen Falludscha seine Zustimmung aussprach.:69
Die Habbaniyya-Brigade hatte mit gezielten Überschwemmungen und Sabotage an der Straße zwischen Mujara und Falludscha fertig zu werden, welche die Irakis zur Verlangsamung des britischen Vormarsches durchgeführt hatten. Darüber hinaus hatte Roberts einen Plan zu entwerfen, der die mögliche Sprengung der Brücke in Falludscha durch die irakische Armee verhindern sollte. Dazu ließ Roberts zunächst Flugblätter abwerfen, dann einen Bombenangriff durchführen und dann wieder Flugblätter abwerfen, um die Verteidiger psychologisch zu zermürben. Gleichzeitig schickte Roberts Flugzeuge vom Typ Hawker Audax, um in riskanten Manövern mit ihren Tragflächen die Telefondrähte zu kappen, die Falludscha mit Bagdad verbanden. Alternativ sollten die Audaxes neben den Telefonlinien in der Wüste landen und die Verbindungen von Hand kappen. Nachdem diese Phase der psychologischen Kriegführung abgeschlossen wäre, würde dann in einer zweiten Angriffsphase ein Angriff aus drei Richtungen auf Falludscha erfolgen, wobei die Eroberung der Brücke das Hauptziel sein sollte.:73f.
In der Nacht vom 18./19. Mai überquerte eine der drei Kolonnen bei Sin-el-Dhibban auf Flößen den Euphrat und näherte sich Falludscha unter dem Schutz der Dunkelheit aus Nordwesten. Gleichzeitig führte Hauptmann Alistair Graham bei Hammond's Bund eine weitere Kolonne über den Euphrat. Schließlich wurde am frühen Morgen des 19. Mai eine Kompanie des King's Own Royal Regiment in vier Flugzeugen vom Typ Vickers Valentia auf der Straße Falludscha–Bagdad abgesetzt, um die Stadt im Nordosten abzuschneiden. Um 14:45 wurde ein großer Bombenangriff durchgeführt, bevor Grahams Kolonne in einem Sturmangriff die Brücke attackierte. Die Brücke konnte ohne Verluste genommen werden, da die irakischen Verteidiger sich, wie von den Briten gehofft, von ihren Posten entfernt hatten und entweder aus der Stadt flohen oder sich unter der Zivilbevölkerung versteckten. Graham erhielt für seinen Angriff auf die Brücke später das Military Cross.:74f.
Am frühen Morgen des 22. Mai zeichnete sich ab 02:30 Uhr plötzlich ein überraschender irakischer Gegenangriff gegen Falludscha ab, als sich irakische Militärfahrzeuge auf der Straße Falludscha–Bagdad näherten. Eine britische Patrouille unter Leutnant C. J. Hodgson des King's Own Royal Regiment untersuchte die Meldung und sichtete in der Tat eine beträchtliche Zahl Soldaten der irakischen 6. Brigade, die sich auf einen Angriff vorbereiteten. Hodgson ging mit Handgranaten zum Angriff über und wurde dabei getötet. Um 03:00 Uhr erreichten irakische Truppen den nordöstlichen Rand von Falludscha und beschossen die C-Kompanie der King's Own mit Mörsern, woraufhin sich die Briten zurückziehen mussten. Zwei irakische Panzer stießen ins Stadtgebiet wurde, wurden aber von Panzerabwehrsoldaten der A-Kompanie der King's Own zerstört. Ein weiterer irakischer Angriff am Südostrand der Stadt wurde ebenfalls von der A-Kompanie abgewiesen. Britische Verstärkungen aus Habbaniyya erreichten Falludscha schließlich um 10:00 Uhr morgens, als Brigadegeneral Kingstone mit den Kompanien A und D des Essex Regiment und dem C-Schwadron der Household Cavalry den Euphrat erreichte. Diese Verstärkungstruppen überquerten im Gewaltmarsch zehn Kilometer, um sogleich nach der Ankunft in Falludscha ins Gefecht geworfen zu werden. Die A-Kompanie Essex vertrieb die irakischen Truppen aus dem Südostteil der Stadt, stieß aber in den nördlichen Bezirken auf eingegrabene irakische Infanteristen in Schützengräben, die darüber hinaus von irakischen MG-Schützen auf den Dächern Falludschas gedeckt wurden. In den folgenden Stunden kämpften sich die Kompanien des Essex Regiment in blutigem Orts- und Häuserkampf Gebäude um Gebäude vorwärts, bis der irakische Widerstand schließlich um 18:00 Uhr abends zusammenbrach. Die irakischen Truppen hatten von ihren deutschen Verbündeten keine Unterstützung erhalten; die Luftwaffe erschien verspätet am 23. Mai und beschoss Falludscha dreimal mit MG-Salven, bevor die deutschen Maschinen wieder zu ihren Stützpunkten zurückkehrten.:75f.
Während der Kämpfe in Falludscha bewegte sich die jordanische Arabische Legion unter John B. Glubb zwischen den Stammesführern des Umlands hin und her, um sie davon abzuhalten, sich den Putschisten anzuschließen. Ob Glubb dabei erfolgreich war oder ob die Stammesführer von Anfang an keine Motivation zum Kampf gehabt hatten, ist in der Rückschau schwierig festzustellen; jedenfalls erfuhren die Putschisten in der zweiten Maihälfte kaum Unterstützung von den bewaffnete Gruppen der irakischen Wüste.:76f.

### Bagdad und die Kriegsendphase
Die Briten entschieden sich, das Momentum in Richtung Bagdad fortzusetzen, obwohl die 10. Division bei Basra erst am 25. Mai den Marschbefehl nordwärts erhielt. Es war ein riskantes Angriffsunternehmen, da sich Clark mit lediglich 1.450 Soldaten (inklusive 250 Legionären) auf eine Stadt zubewegte, die von 20.000 Irakern verteidigt wurde und auch die deutsche Luftwaffe aus britischer Sicht einen Risikofaktor darstellen musste. Am 24. Mai schlugen irakische Truppen eine starke Patrouille der D-Kompanie Essex nördlich von Falludscha in die Flucht, bevor sich am nächsten Morgen eine Lastwagenpatrouille des B-Schwadrons der Household Cavalry westlich von Ramadi vor einem schweren Angriff von etwa 100 Irakern, die vermutlich zu den Guerillas von Fausi al-Kawukdschi gehörten, zurückziehen musste. Hierbei mussten die Briten zwei ihrer Panzerwagen zurücklassen, von denen Kawukdschis Partisanen später einen erbeuten konnten.:77
Trotz dieser örtlichen Rückschläge trat Brigadegeneral Kingstone mit einer Kolonne entlang der Straße Falludscha–Bagdad zum Angriff an, während eine Kolonne der Household Cavalry unter Oberstleutnant Andrew Ferguson weiter nördlich die Wüste durchquerten, um die Straße Mossul–Bagdad abzuschneiden. Kingstone befehligte lediglich eine Schwadron der Household Cavalry, die Kompanien A und D des Essex Regiment, drei Panzerwagen und einen Trupp mit 25-Pfündern. Mit diesem verschwindend geringen Aufgebot von 750 Mann hoffte Kingstone, die Iraker davon zu überzeugen, dass es sich lediglich um die Vorhut einer wesentlich größeren britischen Streitmacht handele. Die Kolonne brach am 28. Mai um 04:45 aus Falludscha auf und stieß nur gelegentlich auf irakische Widerstandsnester oder auf Überschwemmungsschäden. Die Festung bei Khan Nuqta, 30 Kilometer von Falludscha entfernt, konnte im Handstreich von der C-Schwadron der Household Cavalry eingenommen werden, wobei das Hauptquartier eines irakischen Bataillons gefangen genommen wurde. Bis Tagesende drang die Kolonne ohne größere Kampfhandlungen zum Abu-Ghuraib-Kanal vor und näherte sich damit auf 20 Kilometer an Bagdad an. Hier trafen die Briten auf die Überreste einer Brücke, welche die Iraker gesprengt hatten.:78ff.

Ein britischer Panzerwagen außerhalb von Bagdad während der Waffenstillstandsverhandlungen

Am 30. Mai näherten sich die Briten mit insgesamt 1.500 Mann in zwei Kolonnen den Außenbezirken von Bagdad an. Obwohl die irakischen Verteidiger 20.000 Mann zur Verfügung hatten, war die Moral der putschistischen Regierung zusammengebrochen.:132f. Am gleichen Tag flohen die Überreste der Regierung al-Gailani, die Offiziere des Goldenen Quadrats sowie der Großmufti von Jerusalem gemeinsam mit deutschen und italienischen Diplomaten über Mossul in den neutralen Iran, von wo sie später nach Deutschland weiterreisten. In Bagdad übernahm der Oberbürgermeister die politische Kontrolle und errichtete ein Übergangskomitee, das bei den Briten um Waffenstillstandsbedingungen bot, aber die britischen Unterhändler dazu aufforderte, die Bedingungen nicht zu hart zu stellen, um der Armee die Kapitulation zu erleichtern.:181
Am 31. Mai erfolgten an der Waschasch-Brücke außerhalb von Bagdad die Waffenstillstandsverhandlungen. Die Übereinkunft war, den zurückliegenden Krieg als interne Angelegenheit des Irak statt als internationalen Krieg zu behandeln und die Statue des Vertrags von 1930 wiederherzustellen. Die irakische Armee sagte zu, in ihre Kasernen zurückzukehren. Beide Seiten sagten sich gegenseitig Gefangenenaustausche zu.:84f. Eine der wichtigsten britischen Forderungen an den Irak aus den Jahren 1940–1941, die Ausweisung der italienischen Diplomaten, war nicht unter den Friedensbedingungen, da diese Forderung durch die zwischenzeitliche Evakuierung der italienischen Gesandtschaft überflüssig geworden war. Um 15:30 Uhr Ortszeit wurde der Waffenstillstand zwischen dem Irak und Großbritannien unterzeichnet, wodurch der Britisch-Irakische Krieg beendet wurde.:181

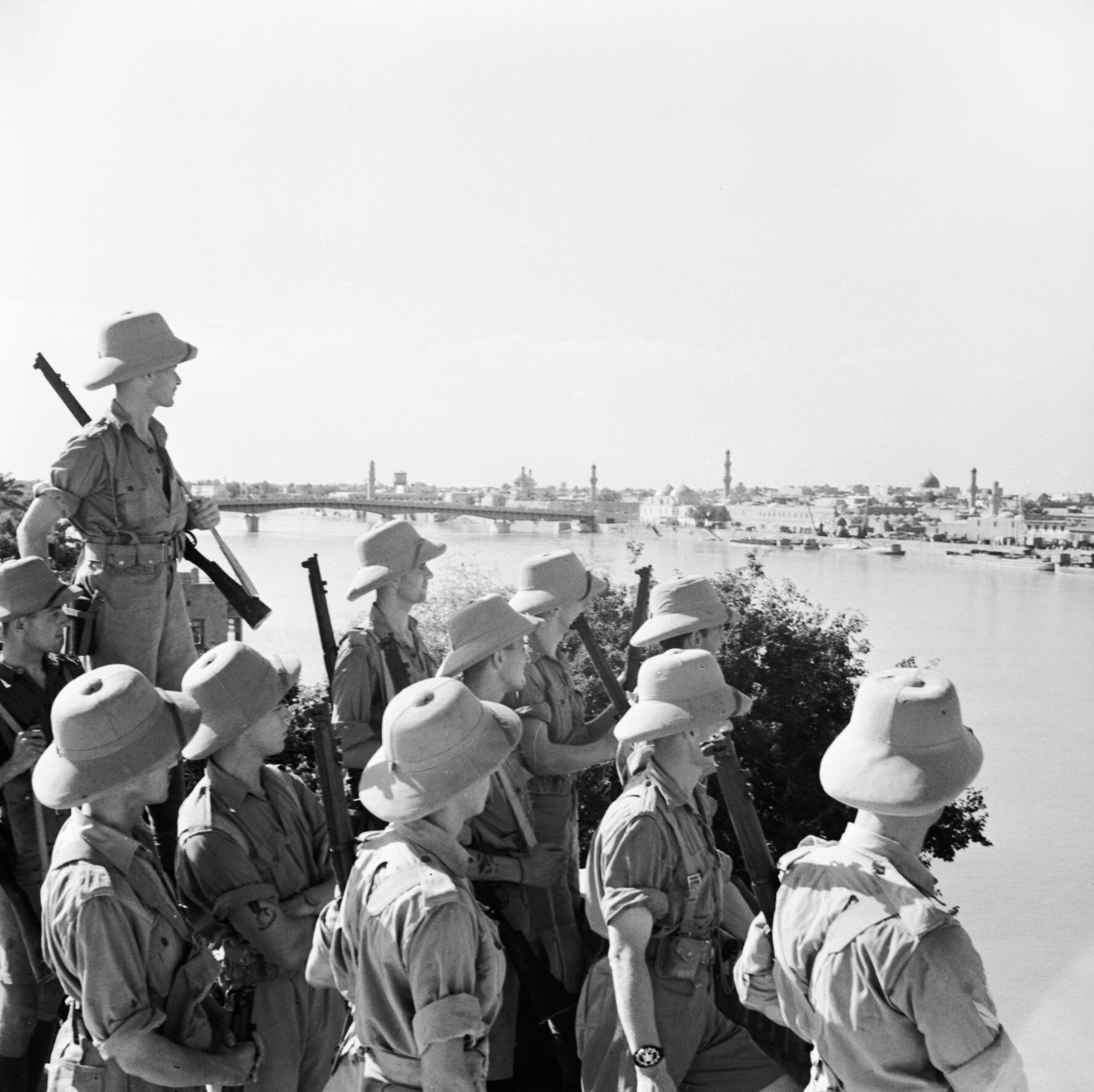
Britische Soldaten blicken auf Bagdad, 11. Juni 1941

Die britischen Truppen rückten am 31. Mai ohne weitere Gefechte in Bagdad ein.:153

## Diplomatiegeschichte

### Beteiligung der Achsenmächte
Bereits am 3. Mai 1941 befahl Adolf Hitler in Berlin die Vorbereitung größtmöglicher Unterstützung für den Irak.:166 Joachim von Ribbentrop hatte ihn einer vorherigen Beratung überzeugt, dass der 1939 aus dem Irak ausgewiesene Fritz Grobba unter falscher Identität dorthin zurückgeschickt werden sollte, um die neue Regierung zu unterstützen.:63 Vor dem Hintergrund der intensiven Vorbereitungen des deutschen Angriffs auf die Sowjetunion, der am 22. Juni erfolgen sollte, konnte die deutsche Wehrmacht jedoch keine großen Truppenverbände für einen Einsatz im Irak entbehren. Darüber hinaus waren die deutschen Luftlandeverbände zur gleichen Zeit mit dem Unternehmen Merkur, dem Angriff auf die Mittelmeerinsel Kreta, beschäftigt.:131
Stattdessen wurde am 6. Mai auf Befehl Hitlers das Sonderkommando Junck unter dem Oberst der deutschen Luftwaffe Werner Junck aufgestellt.:49 Sein Sonderkommando sollte in hohem Tempo über italienische und vichy-französische Flugplätze in den Irak verlegt werden.:166 Die deutsche Luftwaffe transferierte im Verlauf des Krieges 21 Flugzeuge in den Irak; die italienische Luftwaffe stellte zwölf weitere.:132 Die Deutschen schickten zwei Flugzeugtypen: Zweimotorige Bomber vom Typ Heinkel He 111 und schwere Jagdflugzeuge vom Typ Messerschmitt Bf 110.:63f.
Die Deutschen übten außerdem Druck auf das formell neutrale Vichy-Frankreich aus, den Irakis die Bestände in den französischen Mandatsgebieten Syrien und Libanon zur Verfügung zu stellen. Insgesamt stellten die Franzosen den irakischen Putschisten während des Krieges 30.000 Granaten, 15.500 Gewehre, 354 Pistolen, 200 Maschinengewehre, zwölf Artilleriegeschütze, 32 Lastwagen und große Mengen an Munition zur Verfügung.:132 Die erste französische Nachschublieferung erreichte den Irak auf dem Schienenweg am 13. Mai.:64 Vichy-Frankreichs Flugplätze in Syrien und Libanon waren auch ein Zwischenstopp für die deutschen Kampfflugzeuge auf dem Weg in den Irak. Die ersten Flugzeuge kamen dort am 7. Mai an.:152f.
Der unter dem falschen Namen „Frank Gehrke“ reisende deutsche Diplomat Fritz Grobba, der im Jahr 1939 den Irak hatte verlassen müssen, traf am 9. Mai in Aleppo in Französisch-Syrien ein.:63f. Am 11. Mai erreichte er Bagdad, um dort seine Funktion als Botschafter im Irak wieder aufzunehmen.:49
Am 12. Mai 1941 trafen die ersten deutschen Flugzeuge zur Unterstützung der irakischen Putschisten im Irak ein; aufgrund eines Missverständnisses kam es aber zu einem Eigenbeschuss durch irakische Soldaten am Boden, bei dem der deutsche Major Axel von Blomberg, der Sohn des ehemaligen Reichskriegsministers, tödlich getroffen wurde. Die deutschen Flugzeuge litten schon bald an Kraftstoffmangel.:180
Am 23. Mai erließ Hitler in Berlin seine Führerweisung Nr. 30, in welcher er ausführte, die arabische Freiheitsbewegung sei ein „natürlicher Bundesgenosse gegen England“.:120ff.
Grobba meldete am 28. Mai die unmittelbar bevorstehende Eroberung der irakischen Hauptstadt durch die Briten und berichtete weiterhin über die katastrophalen Zustände des Sonderkommandos Junck, welches auf zwei Heinkel He 111 mit insgesamt vier Bomben zusammengeschrumpft war; sämtliche schweren Jagdflugzeuge vom Typ Messerschmitt Bf 110 waren in der Zwischenzeit abgeschossen oder inoperabel beschädigt worden. Grobba trat am 30. Mai gemeinsam mit der Regierung al-Gailani den Weg über Mossul ins Exil an.:84
Zum Zeitpunkt der Flucht der irakischen Regierung stellten deutsche Befehlshaber im besetzten Athen weitere Hilfslieferungen – Maschinengewehre, Panzerabwehrkanonen, Mörser – auf dem Luftweg für den Irak zusammen, die jedoch nicht mehr abgeschickt werden konnten.:133

### Beteiligung neutraler Staaten
Am 5. Mai lehnte der britische Außenminister einen Vorstoß der neutralen Türkei ab, zwischen den Briten und den irakischen Putschisten zu vermitteln.:179

## Nachwirkung

### Politische Nachwirkungen
Im Irak war es jetzt wieder die Aufgabe des Regenten Abd ul-Ilah, der das Kriegsende im Exil in Jerusalem abgewartet hatte, eine irakische Regierung aufzubauen. Dazu bestimmte er Jamil Al Midfai zum Premierminister.:181
Nach der Revolte war die anti-britische Fraktion im Irak für den Rest des Zweiten Weltkriegs schachmatt; am 17. Januar 1943 erklärte der Irak als erster Staat der arabischen Welt formell den Achsenmächten den Krieg.:154
Die Niederschlagung des Militärputsches generierte zwar keine langlebigen Regierungen für den Irak, aber sicherte für die nächsten siebzehn Jahre zumindest einigermaßen stabile Machtwechsel zwischen verschiedenen kurzlebigen Regierungen. Die Clique um Regent bzw. Kronprinz Ab ul-Ilah, den jungen König Faisal II. sowie den Hauptträger der anglophilen irakischen Linie, Nuri as-Said, konnte sich in dieser Zeit an der Macht halten.:181f. Die Zeitspanne 1941–1958 war im Irak von weniger Gewalt und politischen Unruhen geprägt, als es noch in den 1920er- und 1930er-Jahren der Fall gewesen war. Am 14. Juli 1958 kam es dann wiederum zum Militärputsch: beim Staatsstreich im Irak 1958 wurden der König, der Kronprinz und Nuri as-Said allesamt ermordet; der Irak wurde von einer Monarchie zu einer Republik umgebaut.

### Operative Nachwirkungen

Die Briten nutzten den Irak als Sprungbrett für den Einmarsch im vichy-französischen Syrien und Libanon im Juni 1941.

Die britischen Truppen konnten ihre neue Machtposition im Irak für den Syrisch-Libanesischen Feldzug nutzen, in welchem Anfang Juni 1941 Syrien und Libanon der Kontrolle des formell neutralen Vichy-Frankreich entzogen und den Freien Franzosen unterstellt werden konnten. Der Britisch-Irakische Krieg hatte die Gefahr gezeigt, die von Syrien und Libanon ausgehen konnten, da die Deutschen das Gebiet als Zwischenstopp für ihre Flugzeuge und sogar als Operationsbasis für Luftangriffe auf britische Kräfte im Westirak genutzt hatte. Außerdem war die Besetzung Syriens und Libanons ein mögliches Zugeständnis an Charles de Gaulle, der als Führer der Freien Franzosen stets Druck auf die britische Regierung ausübte, in verschiedenen Operationen die von Vichy kontrollierten französischen Kolonien unter die Kontrolle des Freien Frankreichs zu bringen.:154
Nach dem Sieg in Syrien und Libanon nutzten die Briten den Irak ebenfalls als Sprungbrett in den bisher neutralen Iran, in den ab dem 25. August 1941 von Norden die Rote Armee und von Süden die britischen Streitkräfte einmarschierten. Edward Quinan führte 19.000 Mann in zwei indischen Infanteriedivisionen (8., 10.) und zwei Panzerbrigaden (9., 2. indische) über die Grenze in den Iran.:169

### Kulturelle Nachwirkungen
Im Irak hatte die Regierung der Putschisten nie komplette Zustimmung genossen; die Unterstützer der Regierung al-Gailani waren hauptsächlich unter den irakischen Sunniten in den Großstädten zu finden. Weder die mächtigen schiitischen Stammesführer des Südirak noch die Vorderälteren der Kurden des Nordirak hatten dem Ruf zur nationalen Verteidigung oder der Ausrufung des Dschihad durch al-Husseini Folge geleistet. Stattdessen schlossen sich viele Kurden und Schiiten in kurzer Zeit wieder den Briten an.:153f.
Obwohl es während der Hochzeit des arabischen Nationalismus im Irak während der 1930er-Jahre und auch während der kurzen Herrschaftszeit des deutschfreundlichen al-Gailani keine organisierten Mordaufrufe gegen die jüdische Minderheit im Irak gegeben hatte, entluden sich die Ressentiments der irakischen Bevölkerungsmehrheit am 1./2. Juni 1941 in einem Pogrom, dem Farhud, dem hunderte irakische Juden zum Opfer fielen.

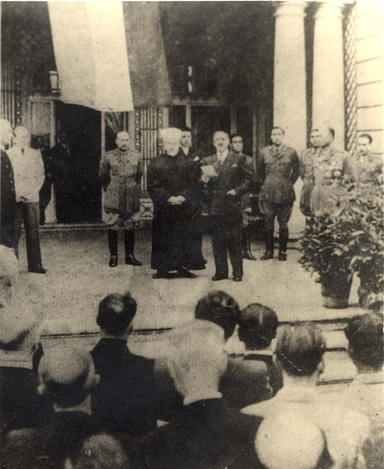
al-Gailani und al-Husseini gedenken in Berlin dem Putsch

Die Achsenmächte gewährten den abgesetzten irakischen Putschisten weiterhin die Anerkennung als rechtmäßige Regierung des Irak; al-Gailani und Großmufti al-Husseini wurden nach dem Kriegsende in Italien empfangen, wo al-Gailani die vollen Ehren eines fremden Regierungschefs entgegengebracht wurden. In Deutschland war der britische Wiedergewinn politischer Kontrolle über den Irak Anlass für Enttäuschung; nichtsdestotrotz wurde Raschid Ali al-Gailani im Juni 1941 in der Zeitschrift für Politik vom Arabienforscher Iwo Jorda als „kluger und entschlossener Mann von unbeugsamem nationalen Bewußtsein“ geehrt.

### Sekundärliteratur
- John Broich: Blood, Oil and the Axis: The Allied Resistance Against a Fascist State in Iraq and the Levant, 1941. Abrams Press, 2019 (englisch).
- Anthony Dudgeon: Hidden Victory: The Battle of Habbaniya, May 1941. Tempus Publishing, Stroud / Charleston, ISBN 0-7524-2001-1 (englisch).
- Robert Lyman: Iraq 1941: The Battles of Basra, Habbaniya, Fallujah and Baghdad. Osprey Publishing, Oxford 2006, ISBN 1-84176-991-6 (englisch).
- Ashley Jackson: The British Empire and the Second World War. Hambledon Continuum, London 2006, ISBN 1-85285-417-0, Iraq, Iran and Syria, S. 145–154 (englisch).
- Günther Ott: 1941: Als die Luftwaffe über dem Irak flog. In: Jet & Prop. Band 3/91. Arbeitsgemeinschaft Deutsche Luftfahrthistorik, 1991 (adl-luftfahrthistorik.de [PDF]).
- Gerhard Schreiber: Politik und Kriegführung 1941. In: Gerhard Schreiber et al. (Hrsg.): Der Mittelmeerraum und Südosteuropa: von der "non-belligeranza" Italiens bis zum Kriegseintritt der Vereinigten Staaten (= Das Deutsche Reich und der Zweite Weltkrieg. Band 3). Deutsche Verlags-Anstalt, Stuttgart 1984, S. 515–589; hier: 551 ff.
- Bernd Philipp Schröder: Irak 1941 (= Einzelschriften zur militärischen Geschichte des Zweiten Weltkrieges. Band 24). Verlag Rombach, Freiburg 1980, ISBN 3-7930-0183-0.
- Josef Schröder, Karl Löwenstein: Die Beziehungen der Achsenmächte zur arabischen Welt. In: Zeitschrift für Politik. Band 18, Nr. 1, 1971, S. 80–97, JSTOR:24225059.
- Daniel Silverfarb: Britain's Informal Empire in the Middle East: A Case Study of Iraq 1929–1941. mit einem Vorwort von Majid Khadduri. Oxford University Press, New York / Oxford 1986, ISBN 0-19-503997-1 (englisch).
- Mohammad A. Tarbush: The Role of the Military in Politics: A Case Study of Iraq to 1941. Routledge, Milton Park 1982, ISBN 1-138-83939-6 (englisch).

### Primärquellen
- Claude Auchinleck: Despatch on Operations in the Middle East From 5th July, 1941 to 31st October 1941. In: The London Gazette. Nr. 37695. War Office, 20. August 1946, S. 4215–4230 (englisch).
- Winston Churchill: The Grand Alliance (= The Second World War. Band 3). Houghton Mifflin Company, Boston 1950, ISBN 0-395-41057-6, Chapter 14: The Revolt in Iraq.
- Martin Drewes: Sand und Feuer – Jagdflieger im Irak und über Deutschland. Hrsg.: Kurt Braatz. 2011, ISBN 978-3-9811615-6-4.
- John Bagot Glubb: The Story of the Arab Legion. Hodder & Stoughton, London 1948, OCLC 798611 (englisch).
- Fritz Grobba: Irak (= Kleine Auslandskunde. Band 10). Junker und Dünnhaupt, Berlin 1941.
- Walter Hubatsch: Hitlers Weisungen für die Kriegführung, 1939–1945: Dokumente des Oberkommandos der Wehrmacht. Bernard & Graefe, 1962.
- Iwo Jorda: Der Irak: Die Vorgeschichte des englisch-irakischen Konfliktes. In: Zeitschrift für Politik. Band 31, Nr. 6, Juni 1941, S. 344–359, JSTOR:43528872.
- Ian Playfair et al.: The Mediterranean and Middle East: The Early Successes Against Italy (to May 1941). Hrsg.: J. R. M. Butler (= History of the Second World War, United Kingdom Military Series. Band 1). Her Majesty's Stationery Office, 1954 (englisch).
- Ian Playfair et al.: The Mediterranean and Middle East: The Germans come to the help of their Ally (1941). Hrsg.: J. R. M. Butler (= History of the Second World War, United Kingdom Military Series. Band 2). Her Majesty's Stationery Office, 1956 (englisch).
- Archibald Wavell: Despatch on Operations in the Middle East From 7th February, 1941 to 15th July 1941. In: The London Gazette. Nr. 37638. War Office, 3. Juli 1946, S. 3423–3444 (englisch).
- Archibald Wavell: Despatch on Operations in Iraq, East Syria and Iran from 10th April, 1941 to 12th January, 1942. In: The London Gazette. Nr. 37685. War Office, 13. August 1946, S. 4093–4102 (englisch).
- H. Maitland Wilson: Despatch on the Persia and Iraq Command Covering the Period from 21st August, 1942, to 17th February, 1943. In: The London Gazette. Nr. 37703. War Office, 28. August 1946, S. 4333–4340 (englisch).
- Colin Dunford Wood: The War Diaries of Colin Dunford Wood: Volume 1, 1939–41: North West Frontier, India, Iraq. Hrsg.: James Dunford Wood. Independent Publishing Network, London 2020, ISBN 978-1-83853-848-4.